# مرزوق
قرية مرزوق هي إحدى القرى التابعة لمركز مطاي بمحافظة المنيا في جمهورية مصر العربية. حسب إحصاءات سنة 2006، بلغ إجمالي السكان في مرزوق 6870 نسمة، منهم 3469 رجلا و3401 امرأة.